# Красный флот (газета)
«Кра́сный флот» (с 1954 г. «Сове́тский флот») — советская ежедневная газета Военно-Морских Сил СССР, орган печати Наркомата ВМФ СССР, затем Военно-морского министерства СССР, а затем Министерства обороны СССР.
Выходила с февраля 1938 по апрель 1953 года под названием «Красный флот», а затем с 1 октября 1954 по сентябрь 1960 года под названием «Советский флот». После прекращения выхода газеты вопросы ВМФ освещались газетой «Красная звезда».

## Главные (ответственные) редакторы
- подполковник Токарев, Николай Александрович (февраль 1938 — февраль 1942)
- полковник, с 25.09.1944 генерал-майор Мусьяков, Павел Ильич (февраль 1942 —  май 1950)
- полковник, с 27.01.1951 генерал-майор Токарев, Николай Александрович (май 1950 — сентябрь 1951)
- полковник, с 03.11.1951 генерал-майор Зенушкин, Степан Сергеевич (сентябрь 1951 — май 1953)
- генерал-майор Зенушкин, Степан Сергеевич (июль  — сентябрь 1954)
- капитан 1-го ранга, с 18.02.1958 контр-адмирал Золин, Иван Иванович (сентябрь 1954 — октябрь 1960)